# Konjski potok, Sava
Konjski potok je potok, ki izvira v bližini zasavske vasi Konj, nedaleč od nje pa se izliva v reko Savo.